# Мистецтво (видавництво)

Будинок за адресою вулиця Юрія Іллєнка, 63, де розміщені видавництва «Мистецтво» та «Веселка»

«Мистецтво» — державне видавництво, засноване 1932 року у Харкові, переведене 1935 року до Києва. Повна назва видавництва: ДП «Державне спеціалізоване видавництво „Мистецтво“»
.
Сучасна адреса (2021 рік): вулиця Юрія Іллєнка, 63, Київ, 02000 (попередня — вул. Золотоворітська, 11, Київ)
У 1945—1949 роках у видавництві «Мистецтво» виходила серія видань світової драматургійної класики «Бібліотека світової драматургії».
У 1957—1961 мало назву — «Державне видавництво образотворчого мистецтва і музичної літератури УРСР».
У 1967 на базі цього видавництва створено відокремлене видавництво «Музична Україна».
Інші видання:
- «Бібліотека сучасної драматургії» (1967—91) — серія п'єс українських драматургів (всього 43 автори);
- серія «Пам'ятки естетичної думки» (з 1962);
- «Нариси з історії українського мистецтва» (1980—89);
- альбоми «Український живопис» (1985);
- «Крізь віки. Київ в образотворчому мистецтві» (1986);
- «Тарас Шевченко» (1985) тощо.

Серед кращих вид. — «Український літопис вбрання» З. Васіної (2003, т. 1; 2006, т. 2), «Старовинні маєтки України» І. Родічкіна та О. Родічкіної (2005), «Історія української вишивки» Т. Кари-Васильєвої (2008), «Шедеври українського живопису» (2012) та «Авангард. Українські художники першої третини ХХ ст.» (2016) Д. Горбачова, «Національний музей історії України» (2012, т. 1; 2013, т. 2), «Тарас Шевченко. Мистецька спадщина» (2014), повість «Художник» Т. Шевченка (2015), «Мистецтво Київської Русі» Г. Івакіна, «Бойчук та його школа» С. Білоконя, «Дорогого каміння сховище: Антологія української поеми з часів Козацької держави XVII—XVIII ст.»